# Maleisië op de Olympische Zomerspelen 2000
Maleisië nam deel aan de Olympische Zomerspelen 2000 in Sydney, Australië. Het land uit Zuidoost-Azië won bij deze editie geen enkele medaille.

## Deelnemers en resultaten

### Atletiek
| Olympiër       | Discipline            | Resultaat | Prestatie             |
| -------------- | --------------------- | --------- | --------------------- |
| Watson Nyambek | 100m (m)              | 62e       | serie 6: 5de in 10,61 |
|                |                       |           |                       |
| Watson Nyambek | 10km snelwandelen (v) | 15e       | 1:34.19               |

### Badminton
| Olympiër                    | Discipline     | Resultaat | Prestatie |
| --------------------------- | -------------- | --------- | --- |
| Wong Choong Hann            | enkelspel (m)  | 5e        | 1ste ronde: vrij 2de ronde: W van FIN Aalto: 2-0 (15-5, 15-12) 3de ronde: W van DEN Jonassen: 2-0 (15-6, 15-7) kwartfinale: V van CHN Xia: 0-2 (15-17, 11-15)                                                                                                |
| Ong Ewe Hock                | enkelspel (m)  | 5e        | 1ste ronde: vrij 2de ronde: W van GBR Knowles: 2-1 (15-5, 15-12) 3de ronde: V van INA Hidayat: 1-2 (9-15, 15-13, 3-15) |
| Cheah Soon Kit Yap Kim Hock | dubbelspel (m) | 9e        | 1ste ronde: W van CHN Chen/Yu: 2-1 (4-15, 17-16, 15-10) 2de ronde: V van KOR Ha/Kim: 0-2 (5-15, 13-15) |
| Choong Tan Fook Lee Wan Wah | dubbelspel (m) | 4e        | 1ste ronde: vrij 2de ronde: W van THA Panvisvas/Teerawiwatana: 2-1 (11-15, 17-15, 15-9 ) kwartfinale: W van INA Hiang/Limpele: 2-0 (15-10, 15-9) halve finale: V van KOR Lee/Yoo: 1-2 (12-15, 15-7, 4-15) bronzen finale: V van KOR Ha/Kim: 0-2 (2-15, 8-15) |

### Gymnastiek
| Olympiër  | Discipline               | Resultaat | Prestatie    |
| --------- | ------------------------ | --------- | ------------ |
| Au Li Yen | meerkamp individueel (v) | 97e       | 6,525 punten |

### Hockey
| Olympiër | Discipline | Resultaat | Prestatie |
| --- | ---------- | --------- | --- |
| Jamaluddin Roslan Maninderjit Singh Magmar Chua Boon Huat Krishnamurthy Gobinathan Kuhan Shanmuganathan Nor Azlan Bakar Chairil Anwar Abdul Aziz Mohan Jiwa Mohamed Madzli Ikmar Ibrahim Suhaimi Nor Saiful Zaini Nasiruddin Keevan Raj Mirnawan Nawawi Calvin Fernandez Saiful Azli Abdul Rahman Mohamed Nasihin Nubil Ibrahim | mannen     | 11e       | groep A: 5de V van Duitsland: 0-1 G van Nederland: 0-0 G van Groot-Brittannië: 2-2 G van Pakistan: 2-2 G van Canada: 1-1 9-12de plek: V van Spanje: 0-1 11-12de plek: W van Polen: 3-2 |

| Groep A |                  |             |             |             |             |            |            |            |        |
| #       | Land             | Wedstrijden | Wedstrijden | Wedstrijden | Wedstrijden | Doelpunten | Doelpunten | Doelpunten | Punten |
| #       | Land             | G           | W           | G           | V           | V          | T          | Saldo      | Punten |
| 1       | Pakistan         | 5           | 2           | 3           | 0           | 15         | 6          | +9         | 9      |
| 2       | Nederland        | 5           | 2           | 2           | 1           | 11         | 8          | +3         | 8      |
| 3       | Duitsland        | 5           | 2           | 2           | 1           | 7          | 6          | +1         | 8      |
| 4       | Groot-Brittannië | 5           | 1           | 2           | 2           | 8          | 16         | -8         | 5      |
| 5       | Maleisië         | 5           | 0           | 4           | 1           | 5          | 6          | -1         | 4      |
| 6       | Canada           | 5           | 0           | 3           | 2           | 7          | 11         | -4         | 3      |

| Ronde        | Datum  | Plaats    | Land | Score            | Land |
| ------------ | ------ | --------- | ---- | ---------------- | ---- |
| Groepsfase   |        |           |      |                  |      |
| 16 september | Sydney | Maleisië  | 0-1  | Duitsland        |      |
| 18 september | Sydney | Nederland | 0-0  | Maleisië         |      |
| 20 september | Sydney | Maleisië  | 2-2  | Groot-Brittannië |      |
| 23 september | Sydney | Maleisië  | 2-2  | Pakistan         |      |
| 26 september | Sydney | Maleisië  | 1-1  | Canada           |      |
| 9-12de plek  |        |           |      |                  |      |
| 27 september | Sydney | Maleisië  | 0-1  | Spanje           |      |
| 11-12de plek |        |           |      |                  |      |
| 30 september | Sydney | Maleisië  | 3-2  | Polen            |      |

### Schietsport
| Olympiër       | Discipline           | Resultaat | Prestatie                                    |
| -------------- | -------------------- | --------- | -------------------------------------------- |
| Irina Maharani | 25m pistool (v)      | 36e       | kwalificatie: 36ste met 564 punten (280-284) |
| Irina Maharani | 10m luchtpistool (v) | 32e       | kwalificatie: 32ste met 373 punten           |

### Schoonspringen
| Olympiër              | Discipline    | Resultaat | Prestatie                          |
| --------------------- | ------------- | --------- | ---------------------------------- |
| Yeoh Ken Nee          | 3m plank (m)  | 36e       | voorronde: 22ste met 364,38 punten |
| Mohamed Azreen Bahari | 10m toren (m) | 25e       | voorronde: 25ste met 342,25 punten |
| Yeoh Ken Nee          | 10m toren (m) | 24e       | voorronde: 24ste met 361,86 punten |
|                       |               |           |                                    |
| Leong Mun Yee         | 3m plank (v)  | 39e       | voorronde: 39ste met 186,51 punten |
| Leong Mun Yee         | 10m toren (v) | 34e       | voorronde: 34ste met 227,28 punten |

### Taekwondo
| Olympiër     | Discipline | Resultaat | Prestatie                         |
| ------------ | ---------- | --------- | --------------------------------- |
| Lee Wan Yuen | +67kg (v)  | 10e       | voorronde: V van FRA Baverel: 4-8 |

### Zeilen
| Olympiër  | Discipline | Resultaat | Prestatie                                     |
| --------- | ---------- | --------- | --------------------------------------------- |
| Kevin Lim | laser      | 22e       | 145 punten: (30-31-14-14-16-16-13-29-18-23-2) |

### Zwemmen
| Olympiër                                  | Discipline            | Resultaat | Prestatie                     |
| ----------------------------------------- | --------------------- | --------- | ----------------------------- |
| Allen Ong                                 | 100m vrije slag (m)   | 40e       | serie 5: 2de in 51,93         |
| Allen Ong                                 | 200m vrije slag (m)   | 37e       | serie 2: 2de in 1.54,53       |
| Dieung Manggang                           | 400m vrije slag (m)   | 43e       | serie 2: 8ste in 4.03,77      |
| Dieung Manggang                           | 1500m vrije slag (m)  | 36e       | serie 2: 3de in 16.02,11      |
| Alex Lim                                  | 100m rugslag (m)      | 27e       | serie 4: 4de in 56,81         |
| Alex Lim                                  | 200m rugslag (m)      | 42e       | serie 3: 8ste in 2.08,23      |
| Elvin Chia                                | 100m schoolslag (m)   | 19e       | serie 6: 2de in 1.02,81       |
| Elvin Chia                                | 200m schoolslag (m)   | 44e       | serie 7: 8ste in 2.26,84      |
| Anthony Ang                               | 100m vlinderslag (m)  | 36e       | serie 1: 1ste in 55,26 (NR)   |
| Anthony Ang                               | 200m vlinderslag (m)  | 22e       | serie 2: 1ste in 2.00,12 (NR) |
| Wan Azlan Abdullah                        | 400m wisselslag (m)   | 41e       | serie 2: 7de in 4.36,90       |
| Alex Lim Allen Ong Anthony Ang Elvin Chia | 4x100m wisselslag (m) | 22e       | serie 1: 8ste in 3.48,32      |
|                                           |                       |           |                               |
| Marilyn Chua                              | 50m vrije slag (v)    | 52e       | serie 4: 3de in 27,66         |
| Siow Yi Ting                              | 100m schoolslag (v)   | 32e       | serie 2: 2de in 1.13,92       |
| Siow Yi Ting                              | 200m schoolslag (v)   | 27e       | serie 2: 3de in 2.34,52 (NR)  |
| Sia Wai Yen                               | 200m wisselslag (v)   | 31e       | serie 2: 7de in 2.23,31       |
| Sia Wai Yen                               | 400m wisselslag (v)   | 25e       | serie 4: 8ste in 4.59,18      |

Albanië · Algerije · Amerikaanse Maagdeneilanden · Amerikaans-Samoa · Andorra · Angola · Antigua en Barbuda · Argentinië · Armenië · Aruba · Australië · Azerbeidzjan · Bahama's · Bahrein · Bangladesh · Barbados · België · Belize · Benin · Bermuda · Bhutan · Bolivia · Bosnië en Herzegovina · Botswana · Brazilië · Britse Maagdeneilanden · Brunei · Bulgarije · Burkina Faso · Burundi · Cambodja · Canada · Centraal-Afrikaanse Republiek · Chili · China · Chinees Taipei · Colombia · Comoren · Congo-Brazzaville · Congo-Kinshasa · Cookeilanden · Costa Rica · Cuba · Cyprus · Denemarken · Djibouti · Dominica · Dominicaanse Republiek · Duitsland · Ecuador · Egypte · El Salvador · Equatoriaal-Guinea · Eritrea · Estland · Ethiopië · Fiji · Filipijnen · Finland · Frankrijk · Gabon · Gambia · Georgië · Ghana · Grenada · Griekenland · Groot-Brittannië · Guam · Guatemala · Guinee · Guinee‑Bissau · Guyana · Haïti · Honduras · Hongarije · Hongkong · Ierland · IJsland · India · Indonesië · Irak · Iran · Israël · Italië · Ivoorkust · Jamaica · Japan · Jemen · Joegoslavië · Jordanië · Kaaimaneilanden · Kaapverdië · Kameroen · Kazachstan · Kenia · Kirgizië · Koeweit · Kroatië · Laos · Lesotho · Letland · Libanon · Liberia · Libië · Liechtenstein · Litouwen · Luxemburg · Macedonië · Madagaskar · Malawi · Malediven · Maleisië · Mali · Malta · Marokko · Mauritanië · Mauritius · Mexico · Micronesië · Moldavië · Monaco · Mongolië · Mozambique · Myanmar · Namibië · Nauru · Nederland · Nederlandse Antillen · Nepal · Nicaragua · Nieuw-Zeeland · Niger · Nigeria · Noord-Korea · Noorwegen · Oeganda · Oekraïne · Oezbekistan · Oman · Oostenrijk · Pakistan · Palau · Palestina · Panama · Papoea-Nieuw-Guinea · Paraguay · Peru · Polen · Portugal · Puerto Rico · Qatar · Roemenië · Rusland · Rwanda · Saint Kitts en Nevis · Saint Lucia · Saint Vincent en Grenadines · Salomonseilanden · Samoa · San Marino ·  Sao Tomé en Principe · Saoedi-Arabië · Senegal · Seychellen · Sierra Leone · Singapore · Slovenië · Slowakije · Soedan · Somalië · Spanje · Sri Lanka · Suriname · Swaziland · Syrië · Tadzjikistan · Tanzania · Thailand · Togo · Tonga · Trinidad en Tobago · Tsjaad · Tsjechië · Tunesië · Turkije · Turkmenistan · Uruguay · Vanuatu · Venezuela · Verenigde Arabische Emiraten · Verenigde Staten · Vietnam · Wit-Rusland · Zambia · Zimbabwe · Zuid-Afrika · Zuid-Korea · Zweden · Zwitserland · Individuele olympische atleten